# 누메리아누스

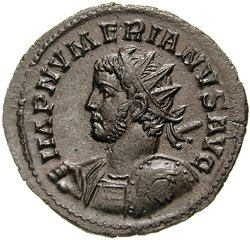

누메리아누스(Numerian, 라틴어: Marcus Aurelius Numerius Numerianus Augustus, ~284년 11월 20일)는 283년부터 284년까지 자신의 형 카리누스와 함께 통치한 로마 황제이다. 이들은 카루스의 아들들이었다.

## 참고 문헌
- Leadbetter, William. "Carus (282–283 A.D.)." De Imperatoribus Romanis (2001a). Accessed 16 February 2008.